# 後心肌梗塞症候群
後心肌梗塞症候群（postmyocardial infarction syndrome），又稱卓斯勒症候群（Dressler syndrome），是描述在心肌細胞或心包膜在受損後產生的後天性心包炎。常見症狀包含發燒、胸膜疼痛、心包炎，以及心包膜積水。
本疾病最早是於1956年由美國瑪摩利醫院的威廉·卓斯勒所描述。

## 表現
在過去，後心肌梗塞症候群約佔心肌梗塞倖存者的7%，但在冠心病介入性治療發展之後則極少出現。本疾病會持續低程度的发热、胸痛（通常是胸膜炎所致）、心內膜炎（常可聽見心包摩擦音），或心包膜積水。後心肌梗塞症候群通常發生於心肌梗塞後2-3周，但也可能延遲至數個月以上。症狀通常在數日內減低，偶爾會導致心包填塞。實驗室診斷則可藉由红细胞沉降率來協助。

## 病因
目前相信本疾病屬於自體免疫發炎反應。

## 外部連結
- -1140457467 於 GPnotebook
- For antibody to cardiac muscle
- Dressler's syndrome on CNN （页面存档备份，存于）